# Kingstown
Pour la ville irlandaise anciennement appelée Kingstown, voir Dún Laoghaire.
Ne doit pas être confondu avec Kingston, la capitale de la Jamaïque.
Kingstown est la capitale de Saint-Vincent-et-les-Grenadines, un État des Antilles. La ville est située au sud-ouest de l'île Saint-Vincent, précisément dans la paroisse de Saint-George dont elle est le chef-lieu. Outre la capitale, elle est également le principal pôle commercial de l'archipel. Avec une population de plus de 25 000 habitants en 2012, il s'agit de la ville la plus peuplée du pays. L'économie de la ville est surtout basée sur l'exportation de fruits exotiques vers le Royaume-Uni et les États-Unis.

## Histoire

### Colonisation française
Bien que Christophe Colomb ait visité Saint-Vincent et les îles environnantes dès 1498, la résistance des peuples Caraïbes empêche les Européens de s'y établir de manière permanente jusqu'en 1719. Trois ans plus tard, en 1722, les colons français venus s'établir sur l'île fondent ce qui allait plus tard devenir la ville de Kingstown.
Dès 1720, les colons amènent à Saint-Vincent des milliers d'Africains, réduits en esclavage, pour assurer la culture de la canne à sucre. Ils formeront très rapidement la majorité de la population insulaire.

### Domination britannique
En 1763, l'île de Saint-Vincent devient britannique, conséquence de la signature du traité de Paris qui vient sceller le sort de la Grande-Bretagne en tant que vainqueur de la guerre de Sept Ans. Les Britanniques attribuent donc au plus grand établissement de l'île le nom de « Kingstown » et commencent à y développer le port. Dix ans après s'y être établis, les Britanniques opèrent sur l'île une ségrégation ethnique où ils conservent le sud de l'île et les Caraïbes sont relégués au nord. Ces derniers tentent en vain de se révolter en 1776, mais sont finalement déportés par les Britanniques vers Baliceaux et des îles au large de l'actuel Honduras.

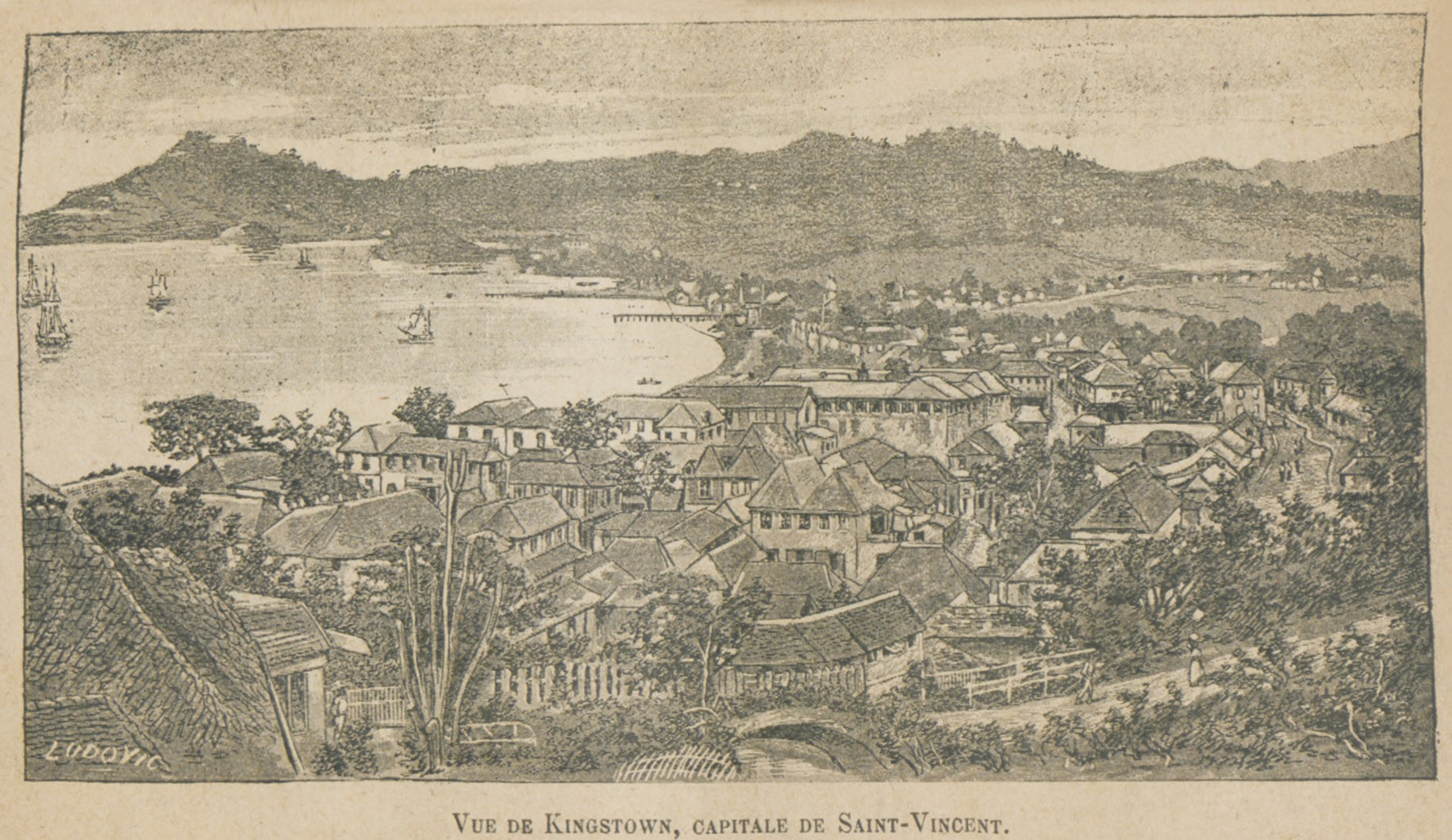
Gravure de Kingstown, capitale de Saint-Vincent et-les Grenadines, en 1888

L'esclavage des populations noires se poursuit sous la domination britannique jusqu'en 1833, année de son abolition par le Parlement britannique dans tout l'empire. En 1838, l'émancipation était totale à Saint-Vincent, ce qui contraint les planteurs britanniques à y faire venir des travailleurs du Portugal et des Indes orientales durant tout le reste du XIXe siècle. L'économie des plantations étant en déclin, les populations africaines, portugaises et indiennes deviennent éventuellement les classes ouvrières de Kingstown.

### Indépendance du pays
Lorsque Saint-Vincent-et-les Grenadines devient indépendant en 1979, Kingstown devient sa capitale. En raison de la préservation d'une grande partie de son architecture coloniale – notamment française – visible dans les églises, les rues et les bâtiments historiques en pierre, la ville est communément appelée la « Ville des Arches ».
En 1991, la ville empiète sur la mer afin d'y construire un complexe financier qui comprend une grande partie du quartier central des affaires de Kingstown. S'y trouvent également le bureau du premier ministre et des bureaux gouvernementaux.

## Géographie

### Localisation

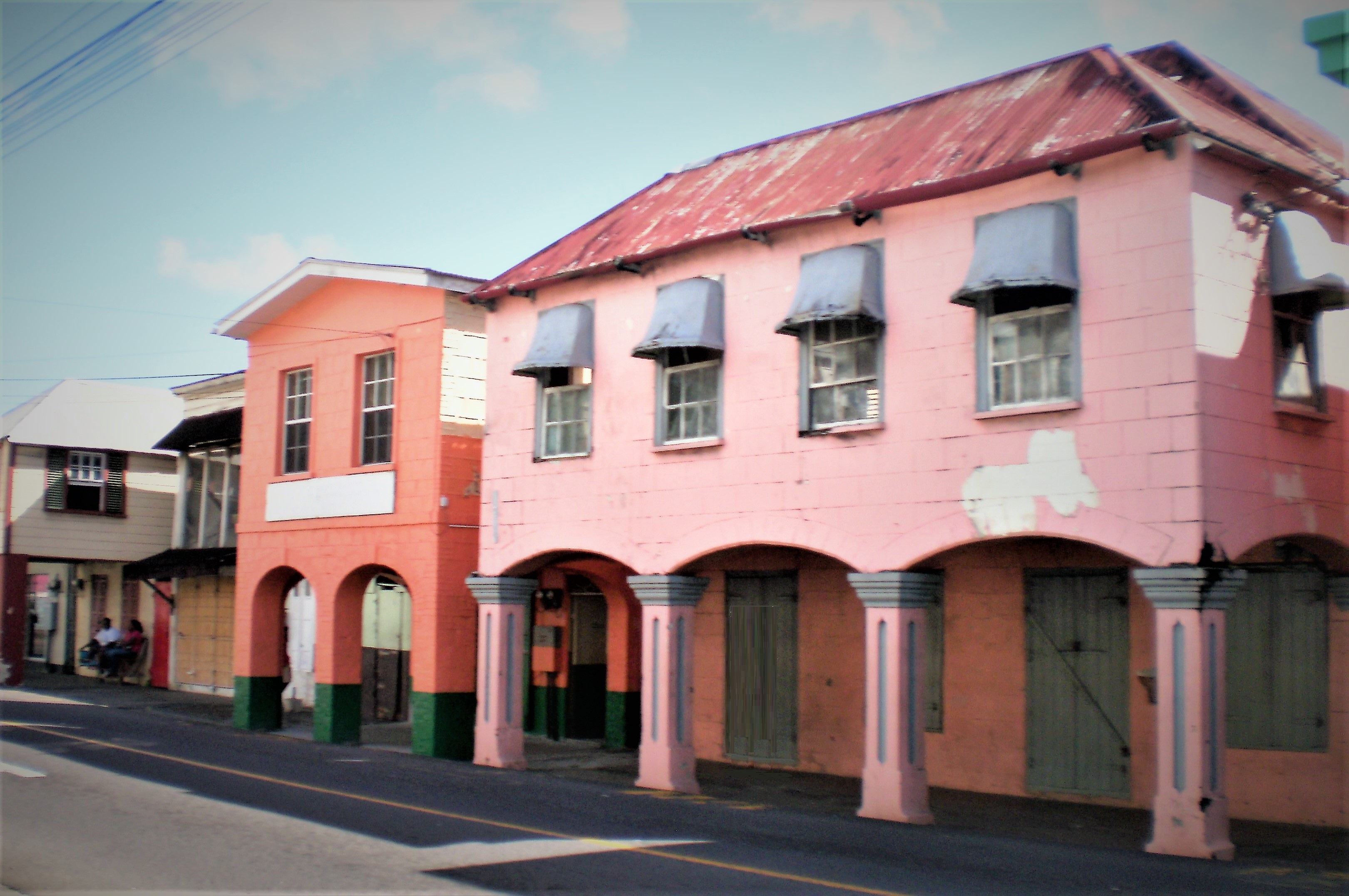
Architecture en arches typique de Kingstown.

Kingstown est située sur le littoral sud-ouest de Saint-Vincent, la plus importante île de Saint-Vincent-et-les-Grenadines. En plus d'être la capitale, elle constitue un point portuaire important des Petites Antilles qui permet au pays d'exporter bananes, noix de coco et marantes, ses plus importants produits d'exportation.

### Transport
Kingstown est desservie par l'aéroport international d'Argyle situé à l'est de la ville et inauguré en 2017. Des ferrys rejoignent également les autres îles du pays quotidiennement, permettant de faciliter le transport des marchandises et des passagers.

## Démographie
Tel qu'établi par les différents recensements du pays, la population de Kingstown, en exculant les zones suburbaines est de 16 532 habitants en 1980, 15 670 en 1991, 13 857 en 2001 et 12 909 en 2012. Cette même année, la population de l'agglomération est de 26 721 habitants, dont 18 756 sont d'origine africaine, ce qui en fait le plus important groupe ethnique de la capitale. Les Vincentais d'origine britannique, portugaise, indienne et indigène forment les autres groupes ethniques notables de la capitale.

## Lieux remarquables
Quelques lieux remarquables de la ville :
- le jardin botanique de Saint-Vincent (8 hectares). Créé en 1763, c'est l'un des plus anciens de l'hémisphère septentrional. Il s'agissait de la destination du HMS Bounty avant la mutinerie[6] ;
- le Fort Charlotte surplombe la ville à près de 200 mètres d'altitude. Bâti par les Anglais en 1806 en haut d'une falaise, il était destiné à la défense de la ville contre les attaques des indiens caraïbes ;
- la cathédrale anglicane Saint-Georges construite au début du XIXe siècle ;
- la cathédrale catholique de l'Assomption édifiée au XIXe siècle.